# Група 6 на периодичната система
Група 6 на периодичната система, известна още като „хромна група“, е група на периодичната система, съставена от преходните метали:
- хром
- молибден
- волфрам
- сиборгий

## Свойства
Свойствата, които се разглеждат се отнасят за първите три представители на групата. Свойствата на сиборгия не са проучени. Елементите в тази група са сравнително неактивни метали с високи точки на топене (Cr – 1907 °C, Mo – 2477 °C, W – 3422 °C) Волфрамът е с най-високата температура на топене и кипене от всички елементи. Елементите на тази група образуват съединения с различни степени на окисление. Хромът проявява от -2 до +6 степен на окисление – натриев пентакарбонилхромат (Na2(CO)5CrO4), натриев декакарбонилбихромат (Na2(CO)10Cr2O7), хром бис (бензен) ((C6H6)2Cr), калиев пентанитроцианохромат (K3(NO2)5(CN)CrO4), хромен(II) хлорид (CrCl2), хромен оксид (Cr2O3), хромен(IV) хлорид (CrCl4) и хромилхлорид (CrO2Cl2). Същите съединения могат да бъдат получени и при молибдена и волфрама, но стабилността на съединенията намалява с нарастване на атомния номер. Според степента на окисление, съединенията са с киселинен, основен, или амфотерен характер, като киселинността се засилва в по-високите степени на окисление, а основността се проявява в по-ниските.